# はやお
はやおは、日本の神または人物につけられる名称である。

## 概説
記紀の神話に登場する神名から、地方の風土記、地域伝承にまで見られる名称。速男、速雄、早男、早雄などの表記があり、速は上代日本語の「勢いのある」など強調を表す接頭語で、例えば火之夜芸速男神の場合は火勢が早く盛んなさまを表し、男は男神としての性質を表す。

## 一覧
- 火之夜藝速男神（ほのやぎはやおのみこと）
『古事記』における火之迦具土神の別名。
- 阿治須岐速雄命（あぢすきはやおのみこと）
阿遅志貴高日子根神の別名、亦は御子神とされる。
- 立速男命（たちはやおのみこと、立速日男命）
『常陸国風土記』に登場する神で中臣氏の祖神。
- 出早雄命（いずはやおのみこと）
諏訪氏遠祖の神で建御名方神の子。
- 会知早雄命（えちはやおのみこと、市速男命）
諏訪氏遠祖の神で建御名方神の5世孫。
- 足速男命
『倭姫命世記』に登場する垂仁朝の人物。
- 市隼雄命（いちはやおのみこと）
五十瓊敷入彦命と渟熨斗姫命の子で橿森神社祭神。